# Bernardo Velasco
Bernardo Velasco Gonçalves (Niterói, 30 de janeiro de 1986) é um ator e modelo brasileiro.

## Carreira
Foi descoberto no ano de 2004, aos seus dezoito anos de idade, por um olheiro de uma agência de modelos, se tornando modelo profissional, tendo rapidamente estrelado diversas campanhas publicitárias e estampado capas de revista.
Em 2008, faz sua estreia na televisão, ao participar do reality show romântico Agora Vai, dentro do programa Mais Você, de Ana Maria Braga.
Em 2011 estreou como ator na televisão na décima-nona temporada da novela Malhação, interpretando o personagem Nando. Em setembro de 2013 assina contrato com a TV Record e para fazer a telenovela Pecado Mortal, de autoria de Carlos Lombardi, na qual interpreta Romeu, par romântico da atriz Lua Blanco. Em 2015 foi escalado para viver o personagem Eleazar na novela Os Dez Mandamentos, atuando nas duas temporadas e seguindo com o mesmo personagem na trama A Terra Prometida.
Em 2017 interpretou o personagem Enrico, protagonista da novela Belaventura, na TV Record. No ano seguinte, participou da quarta temporada do reality show Dancing Brasil, sendo o décimo eliminado. Em 2019 é escalado para viver o personagem Matheus na macrossérie Jezabel, da TV Record.
Em 2025, Velasco retorna à TV Globo, na novela Vale Tudo como Igor, o personal trainer de Afonso Roitman (Humberto Carrão).

## Vida pessoal
Nascido na cidade de Niterói, na região metropolitana do Rio de Janeiro, Bernardo Velasco é formado em Educação Física pela Universidade Federal do Rio de Janeiro. Estudou na Oficina de Atores da Rede Globo.
Em 2010 começou a namorar a atriz Paloma Bernardi, com quem terminou em 2012. Entre 2015 e 2017 namorou a atriz Pérola Faria.
No dia 31 de outubro de 2022, anunciou sua entrada na plataforma de venda de conteúdos adultos, ao postar um story no Instagram, contendo um link para sua página no OnlyFans.

## Filmografia

### Televisão
| Ano                | Título              | Personagem                             | Notas                   | Ref.   |
| ------------------ | ------------------- | -------------------------------------- | ----------------------- | ------ |
| 2008               | Agora Vai           | Participante                           |                         | [ 3 ]  |
| 2011               | Malhação Conectados | Fernando Peixoto (Nando)               | Temporada 19            | [ 2 ]  |
| 2013               | Pecado Mortal       | Romeu Vergueiro                        |                         | [ 6 ]  |
| 2015               | Babilônia           | Surfista                               | Episódio: "16 de março" |        |
| Os Dez Mandamentos | Eleazar             |                                        | [ 10 ]                  |        |
| 2016               | Eleazar             | A Terra Prometida                      | [ 10 ]                  |        |
| 2017               | Belaventura         | Príncipe Enrico Montebelo e Luxemburgo |                         | [ 11 ] |
| 2018               | Dancing Brasil      | Participante                           | Temporada 4             | [ 12 ] |
| 2019               | Jezabel             | Matheus                                |                         | [ 21 ] |
| 2025               | Vale Tudo           | Igor                                   |                         | [ 22 ] |

### Cinema
| Ano  | Título                      | Personagem | Ref.   |
| ---- | --------------------------- | ---------- | ------ |
| 2016 | Os Dez Mandamentos: O Filme | Eleazar    | [ 10 ] |

### Vídeos musicais
| Ano  | Título               | Artista                                           | Ref.   |
| ---- | -------------------- | ------------------------------------------------- | ------ |
| 2014 | "Complicamos Demais" | Alinne Rosa                                       | [ 23 ] |
| 2015 | "Deixa Ele Sofrer"   | Anitta                                            |        |
| 2016 | "Teu Lugar"          | Tânia Mara (com participação de Marcos & Belutti) | [ 24 ] |
| 2017 | "Vê Se Tá Bom Assim" | Lary                                              |        |

## Teatro
| Ano     | Título    | Personagem | Ref.   |
| ------- | --------- | ---------- | ------ |
| 2014–15 | A-traídos | Daniel     | [ 25 ] |

## Prêmios e indicações
| Ano  | Prêmio          | Categoria      | Indicação   | Resultado | Ref.   |
| ---- | --------------- | -------------- | ----------- | --------- | ------ |
| 2017 | Prêmio Contigo! | Ator Revelação | Belaventura | Indicado  | [ 26 ] |